# Кубински тиарис
Кубинският тиарис (Tiaris canorus) е вид птица от семейство Овесаркови (Emberizidae).

## Разпространение
Видът е разпространен в Бахамските острови, Куба и Търкс и Кайкос.